# 拓跋翰 (东平王)
拓跋翰（?—452年），鮮卑名烏弈肝，魏太武帝拓跋燾第三子，生母舒椒房。

## 生平
太平真君三年十月己卯（442年11月24日），拓跋翰被封为秦王，拜為侍中、中軍大將軍，參典都曹事。
拓跋翰為人忠貞、高雅而正直，百官皆忌憚他。著作郎高允曾为拓跋翰师傅，为太傅后，因為拓跋翰年少，作《諸侯箴》（原文佚）送給他，拓跋翰閱覽後大悅。其後鎮守枹罕，有信义恩惠，使羌戎皆敬畏服從。正平元年（451年）十二月，改封為東平王。
二年（452年）二月太武帝被中常侍宗愛所弑后，尚书左仆射兰延、侍中吴兴公和疋、侍中太原公薛提等秘不发丧。兰延、和疋认为太武帝嫡孙拓跋濬冲幼，欲立太武帝在世长子，于是召拓跋翰，置于秘室。薛提则坚持立拓跋濬，兰延等犹豫未决。宗愛素來與拓跋翰不和，遂矯太武皇后之令召兰延、和疋、薛提，皆杀之，擒拓跋翰，杀之于永巷，而迎立与自己交好的南安王拓跋余。
拓跋翰曾作《人日登寿张安仁山铭》：
正月七日，厥日惟人，策我良驷，陟彼安仁。
《宋书·索虏传》对拓跋翰的生平有不同记载，称他与拓跋晃同掌国事，为拓跋晃所恨，拓跋晃诉其贪暴，于是被太武帝鞭二百派去镇守枹罕。拓跋晃死后，太武帝因拓跋翰有武力，以为太子。太武帝临死又让宗爱立拓跋余继位，宗爱和拓跋余怕被拓跋翰所害，矫诏杀拓跋翰，拓跋余继位。

## 家庭

### 子女
- 拓跋道符，北魏镇军大将军、长安镇大将、东平王

## 形象
| 劇名                       | 演員   |
| 《錦繡未央》(2016年電視劇) | 张天阳 |

## 延伸阅读
[在维基数据编辑]
 《魏書·卷18》，出自魏收《魏书》
 《北史·卷016》，出自李延壽《北史》